# Podostemum distichum
Podostemum distichum là một loài thực vật có hoa trong họ Podostemaceae. Loài này được (Cham.) Wedd. miêu tả khoa học đầu tiên năm 1873.